# کارآگاه

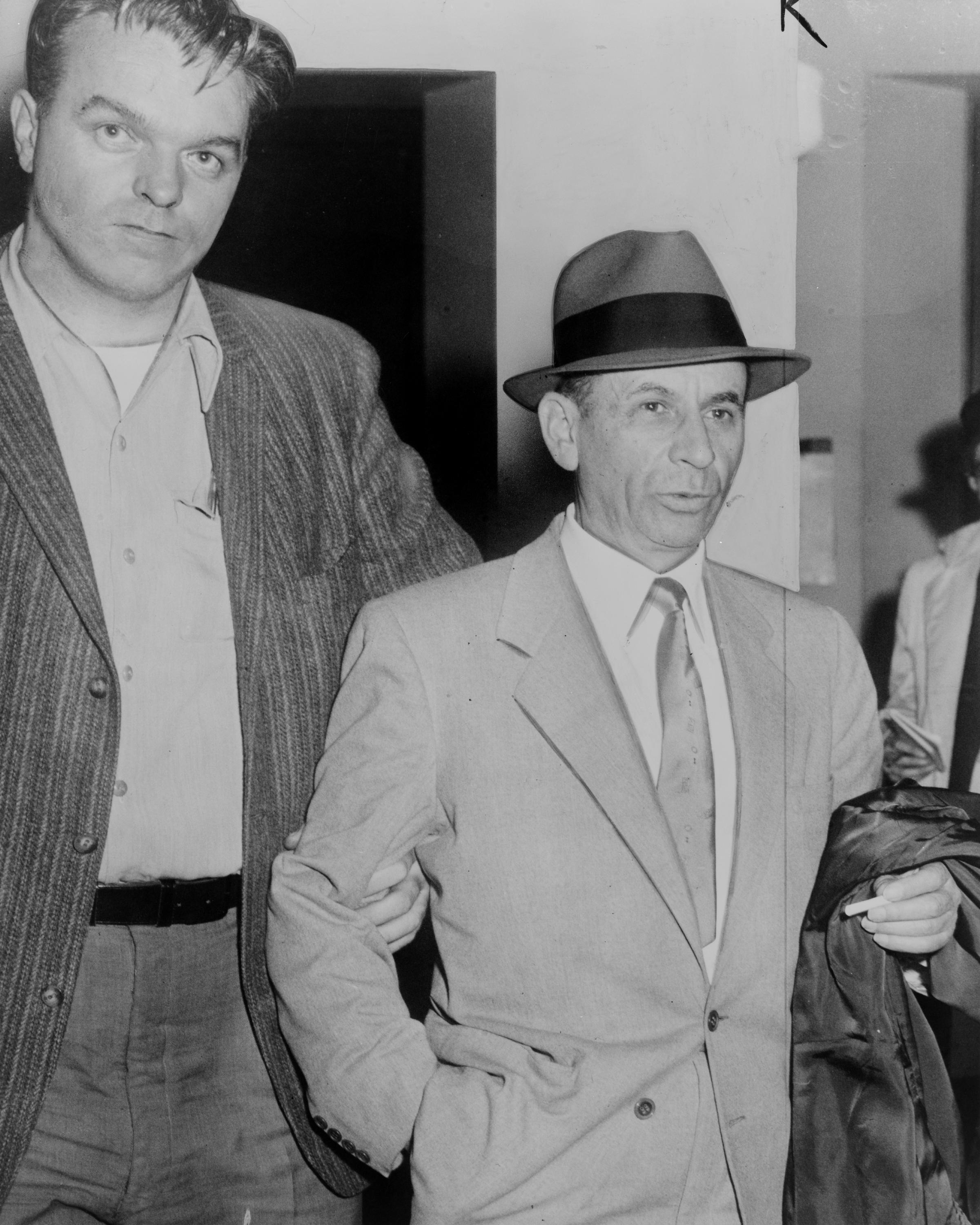

کارآگاه، در حقیقت، افرادی هستند که به وسیلهٔ مدارک موجود، مثلاً در صحنهٔ جرم، مطلب مهم و حائز اهمیت پلیس، از آثار انگشت، آثار دی‌ان‌ای، ردپاها و مسائلی مانند این، در کشفیات و استنتاج‌هایشان بهره می‌گیرند. همچنین، آن‌ها از طریق گفتگو با افراد حاضر در صحنهٔ جنایت، یا افرادی که به نحوی با جنایت مرتبط اند و با تحقیق در رابطه با سابقهٔ افراد، اطلاعاتی راجع به جرم و جنایت کسب می‌کنند. لازم نیست که حتماً قتلی روی داده باشد. در سرقت‌ها، آدم‌ربایی‌ها، باج گیری‌ها و مسائل دیگری مانند این نیز، کارآگاه‌ها وارد عمل می‌شوند. .

## کارآگاه‌ها در تاریخ
فرانسیس ویدوک
فرانسیس ویدوک اولین کارآگاه جهان به‌شمار می‌رود. او در سال ۱۷۷۵ در فرانسه دیده به جهان گشود. ویدوک زمانی سرباز بود ولی جذب نیروی پلیس شد. عده زیادی معتقدند که ویدوک اولین خالق بخش کارآگاهی اداره‌های پلیس، خالق اولین دفتر کارآگاه خصوصی و حتی خالق اولین داستان‌های کارآگاهی است. ویکتور هوگو شخصیت بازرس ژاور در رمان بینوایان را بر اساس او خلق کرده‌است.
جی ادگار
جان ادگار در سال ۱۹۲۴ به مقام ریاست «ادارهٔ آگاهی» که یک ادارهٔ دولتی بود منصوب گشت، او این اداره را که بعداً در ۱۹۳۵ به اداره تحقیقات فدرال (اف‌بی‌آی) تغییر نام داد. متدهای تجربی جی ادگار در حل معماهای بسیاری حتی بعد از خودش مورد استفاده قرار گرفت. جی ادگار، تا پایان عمرش به مدت ۴۸ سال در سمت رئیس اف‌بی‌آی باقی ماند.
پینکرتون‌ها
آلن پینکرتون و دو پسرش ویلیام و رابرت پینکرتون، سه کارآگاهی بودند که اواخر قرن نوزدهم و اوایل قرن بیستم، شهرتی افسانه‌ای برای خودشان دست و پا کردند. این سه تن گاهی در نقش جاسوس و گاهی در نقش قاتلان اجیرشده و گاهی در نقش کارآگاه ظاهر می‌شدند.
مشهورترین پرونده آن‌ها دستگیری یک جنایتکار حرفه‌ای به نام جسی جیمز و تلاش برای دستگیری بوچ کسیدی بود. یکی دیگر از کارهای مهم آن‌ها تأسیس سازمان جاسوسی آمریکا بود. آن‌ها در سال ۱۸۶۱، اولین کارآگاه زن تاریخ را در دفتر خصوصی شان استخدام کردند. به جز پرونده جسی جیمز، کشف یک نقشه ترور که به منظور قتل رئیس‌جمهور آمریکا، آبراهام لینکلن ترتیب داده شده بود هم جزو افتخارات پینکرتون‌ها به حساب می‌آید.
کالوین گودارد
کلنل کالوین گودارد شهرتش را در ماجرای قتل‌عام خیابان ولنتاین به دست اعضای باند آل کاپون کسب کرد؛ زمانی که هفت مرد که مقابل یک گاراژ به صف نشسته بودند، توسط یک قاتل فراری به رگبار بسته شدند. پلیس از حل معمای این قتل‌عام درمانده شده بود که ناگهان گودارد وارد میدان شد و با بررسی گلوله‌هایی که از اسلحه قاتل شلیک شده بود و جست و جوی سرنخ‌های وابسته به نوع اسلحه، توانست قاتل را پیدا کند.
در سال ۱۹۳۱، عده‌ای از علاقه مندان مبلغی جمع‌آوری کردند و به دانشگاه نورت وسترن پیشنهاد دادند تا رشته‌ای به نام آزمایشگاه پلیس عملی (شاخه‌ای از علوم پلیس که مرتبط با مستندات آزمایشگاهی برای تشخیص مدارک جرم مثل اثر انگشت، بقایای انسانی مثل پوست، مو و خون در صحنه جرم یا انواع اسلحه‌های سرد و گرم است) را تأسیس کند. سپس از گودارد دعوت کردند تا سرپرستی هیئت علمی این شاخه را برعهده بگیرد و به این وسیله، گودارد به عنوان بنیان‌گذار این بخش مهم در تحقیقات پلیسی شناخته شد.

## کارآگاه‌ها در رمان‌های پلیسی
آگوست دوپن
خالق: ادگار آلن پو
شوالیه سی. آگوست دوپَن کارآگاهی تخیلی است که توسط ادگار آلن پو ایجاد شده‌است. دوپن برای اولین بار در داستان جنایت در کوی غسالخانه (۱۸۴۱) ظاهر شد و پس از آن در داستان‌های راز ماری روژه (۱۸۴۲) و نامهٔ دزدیده شده (۱۸۴۴) حضور یافت.
دوپن، نخستین کاراگاه تخیلی است و نمونهٔ اولیهٔ کارآگاه‌های تخیلی دیگر، از جمله شرلوک هلمز و بسیاری از عناصر رایج ژانر جنایی بوده‌است.
دوپن یک کارآگاه حرفه‌ای نیست و انگیزه‌هایش برای حل رمز و راز در سه داستانی که در آن حضور یافته، تغییر می‌کند. در جنایت در کوی غسالخانه، هدف او از حل معمای قتل، تفریح است و نیز اثبات بی گناهی فردی که اشتباهاً متهم شده‌است و از دریافت پاداش مالی خودداری می‌کند. با این حال، در نامه دزدیده شده، دوپن به دنبال پاداش مالی است.
شرلوک هلمز
خالق: آرتور کانن دویل
این شخصیت در سال ۱۸۸۷ با کتاب «اتود در قرمز لاکی» به مخاطبان معرفی می‌شود. تصویری که نویسنده از شرلوک هولمز ارائه می‌دهد، کارآگاهی است که سررشته‌ ای در شیمی دارد و بسیار زیرک و تیزبین است. ماجراهای شرلوک از زبان واتسون دستیارش برای ما روایت می‌ شود. دشمن اصلی او در داستان پروفسور جیمز موریارتی است.
هرکول پوآرو
خالق: آگاتا کریستی
این شخصیت در سال ۱۹۲۰ با کتاب ” ماجرای اسرارآمیز در استایلز” به مخاطبان شناسانده می‌ شود. پوآرو قبلاً عضو نیروی پلیس بلژیک بوده و ورود او به انگلستان و کارآگاه خصوصی شدن، سرآغاز ماجراهای اوست. او به نظم بیش‌تر از هرچیز دیگری اهمیت می‌ دهد.
خانم مارپل
خالق: آگاتا کریستی
این شخصیت در سال ۱۹۲۶ با داستان کوتاه «باشگاه سه شنبه شب» برای خوانندگان تصویر می‌ شود. او زن تنهای مسنی است که از روی تفنن به حل مسائل جنایی می‌پردازد.
فیلیپ مارلو
خالق: ریموند چندلر
این شخصیت در سال ۱۹۳۹ با کتاب ” خواب بزرگ” برای مخاطبان جان می‌گیرد. این کارآگاه خصوصی باهوش آدمی است صریح که می‌ کوشد با کنایه‌های گزنده‌اش از هرگونه سؤال در مورد زندگی خصوصی و درونیاتش طفره برود. مارلو مردی بی‌احساس و خشن است و آشکارا به ثروت و نیازِ به پول بی اعتنایی می‌کند.
سی کارد
خالق: ریچارد براتیگان
این شخصیت در سال ۱۹۷۷ با کتاب ” در رؤیای بابِل” به مخاطبان معرفی می‌ شود. سی کارد کارآگاهی است که بیشتر آرزوی کارآگاه بودن دارد. از همان ابتدای روایت به ما گفته می‌ شود که او یک کارآگاه واقعی نیست؛ نه دفتری دارد، نه اسلحه ‌ای. مهم‌تر از همه هیچ مشتری ‌ای به او مراجعه نمی‌ کند. در واقع سی کارد به نوعی تصویری مضحک از کسی است که می‌ کوشد با تمام تلاش ‌هایش در حل ماجراها به خود و دیگران نشان دهد که می‌ تواند کارآگاهی قابل باشد اما همیشه یک قدم از آدم‌های داستان عقب است.
نیک بلان
خالق: چارلز بوکفسکی
این شخصیت در سال ۱۹۹۴ با کتاب «عامه‌ پسند» برای مخاطبان به تصویر کشیده می‌شود. نیک بلان کارآگاهی است که به نظر می‌ آید از این شغل خسته شده و مدام تکرار می‌ کند که دلش می‌ خواهد کناره بگیرد اما چیزی در زندگی روزمره ‌ی او نیست که ارضایش کند؛ برای همین است که او این شغل را انتخاب کرده. بلان در جستجوی سلین و گنجشگ قرمز است که درگیر چند پرونده‌ ی فرعی‌ ای می‌شود که دخالتی در پرونده‌های اصلی او دارند. صراحت لحن و جهان بینی اوست که مخاطب را جذب خود می‌ کند که تا پایان ماجرا همراه او بماند.

## کارآگاه در ایران
رئیس پلیس آگاهی ناجا شرایط شرکت در آموزش کارآگاهی و کارآگاه یاری را چنین تشریح کرده‌است: آزمون عمومی (کارآگاه و کارآگاه یار پنجمی) و آزمون تخصصی (ارتقاء کارآگاه یا کارآگاه یار چهارمی به سومی) که به صورت آزمون تخصصی متناسب با رشته اجرا و پس از قبولی در آن آزمون علمی و طی نمودن سایر مراحل آن به رتبه بالاتر نائل می‌آیند.
آزمون عمومی به این ترتیب است که کارکنان واحدهای عملیاتی پلیس آگاهی، کارکنان تشخیص هویت و اطلاعات جنایی با رسته آگاهی که حداقل به مدت ۲ سال در مشاغل اجرایی و پشتیبانی عملیات و در فرایند رسیدگی به پرونده به عنوان متصدی پرونده یا هدایت‌کننده ستادی و عملیاتی به‌طور مستقیم و مستمر نقش داشته باشند، می‌توانند در آزمون کارآگاهی و کارآگاه یاری شرکت نمایند. فقط کارکنانی که دارای رسته اطلاعات و شاغل در واحدهای اطلاعات جنایی می‌باشند می‌توانند در آزمون کارآگاه یاری اطلاعات جنایی شرکت نمایند.
شرکت کنندگان پس از قبولی در آزمون علمی و عملی (تست جسمانی و تیراندازی) لازم است که نسبت به تهیه ۲۰ فقره کاربرگ تجارب موفق (۱۵ کاربرگ مستقیماً مسئول و متصدی مستقیم پرونده و حداکثر در ۵ پرونده به عنوان همکار باشند) در بازه زمانی مشخص شده که توسط مرکز امور کارآگاهان اعلام می‌شود، اقدام کنند.
پذیرفته شدگان در آزمون عمومی، پس از کسب امتیاز لازم (۳۵۵ امتیاز از ۵۰۰ امتیاز) به رتبه پنجم کارآگاهی یا کارآگاه یاری عمومی نائل می‌شوند و پس از یک وقفه زمانی ۴ ساله با داشتن شرایط اعلامی مندرج در دستورالعمل، قابلیت ارتقاء به رتبه بالاتر و کسب مزایای رتبه جدید را خواهند داشت.